# Рендина (дем Бешичко езеро)
Вижте пояснителната страница за други значения на Рендина.
Рендина (на гръцки: Ρεντίνα) е село в Егейска Македония, Гърция, част от дем Бешичко езеро в административна област Централна Македония. Според преброяването от 2001 година селото има 182 жители. Край селото се намира църквата „Света Марина“. В Рендина има архиерейско наместничество на Лъгадинската, Литийска и Рендинска епархия на Църквата на Гърция.

## География
Рендина е разположено на източно от Бешичкото езеро (Волви).

## История
В 1912 година по време на Балканската война в Рендина влизат гръцки части и след Междусъюзническата война в 1913 година остава в Гърция. Според преброяването от 1928 година Рендина е чисто бежанско село със 7 бежански семейства, с 29 души. До 2011 година Рендина е част от дем Рендина.

## Личности
Родени в Рендина
- Константинос Караянис (Κωνσταντίνος Καραγιάννης), гръцки андартски деец, агент от трети ред[2]